# Museo Nacional Honestino Guimarães
El Museo Nacional Honestino Guimarães es un museo localizado en la Explanada de los Ministerios, en Brasilia, capital de Brasil. Su nombre le fue dado en memoria de Honestino Guimarães.
El museo, que tiene forma de cúpula, y la Biblioteca Nacional Leonel de Moura Brizola fueron concebidos por el arquitecto brasileño Oscar Niemeyer y fueron inaugurados el 15 de diciembre de 2006, día en que el arquitecto celebró 99 años de edad. A construção teve início em 1999.
El museo tiene un área de 14,5 mil metros cuadrados y fue inaugurado con una exposición sobre la obra de Niemeyer: "Niemeyer & Niemeyer e Brasília – Património da Humanidade".
El museo y la biblioteca forman el Complejo Cultural de la República João Herculino.

## Exposiciones
Las exposiciones incluyeron las obras:
- 2016, Salvatore Garau, – 1993/2015 Carte e Tele[2]